# الدوري الأفغاني لكرة القدم 2013
الدوري الأفغاني لكرة القدم 2013 هو موسم من الدوري الأفغاني لكرة القدم. فاز فيه نادي شاهين أسمايي.